# Chionodes hayreddini
Chionodes hayreddini is een vlinder uit de familie tastermotten (Gelechiidae). De wetenschappelijke naam is voor het eerst geldig gepubliceerd in 1986 door Kocak.
De soort komt voor in Europa.